# 马德里卡洛斯三世大学
马德里卡洛斯三世大学（西班牙語：Universidad Carlos III de Madrid，缩写UC3M）是一所位于西班牙马德里自治区的公立大學。

## 历史

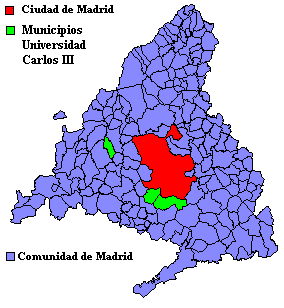
马德里卡洛斯三世大学在马德里自治区的校区分布图

马德里卡洛斯三世大学于1989年正式设立。以卡洛斯三世国王命名。

## 校区
赫塔费校区
赫塔费校区位于马德里市中心南郊。是科学社会与法律学院，以及人文学、通信科学与文献学院所在地。其他配套设施还有图书馆、计算机房、多媒体教室、语言教室、带有室内游泳池的体育中心和学生宿舍。
萊加內斯校区
萊加內斯校区位于马德里市中心南郊。是高等理工学院所在地。
科尔梅纳雷霍校区
科尔梅纳雷霍校区位于马德里市西北部。
马德里-托莱多门校区
该校区位于马德里市中心，是研究生院的所在地。

## 国际声誉
马德里卡洛斯三世大学在太空空间工程、生物制药工程、国际关系学、哲学、政治与经济等专业方面是西班牙本科录取分数最高的大学。该校的经济学、计量经济学在世界上的排名位居第38位。2015年荣获国际学生满意度西班牙第一名。
在2019年QS世界大学排名中位居全球第253位。

## 历任校长
- 格雷戈里奥·佩塞斯-巴尔瓦（1989年-2007年）
- 丹尼尔·佩尼亚·桑切斯·德里维拉（2007年-2015年）
- 胡安·罗莫（2015年至今）